# سید حسین سراج‌زاده
سید حسین سراج‌زاده جامعه‌شناس ایرانی و استاد جامعه‌شناسی دانشگاه خوارزمی است. او مدتی ریاست انجمن جامعه‌شناسی ایران را بر عهده داشت.

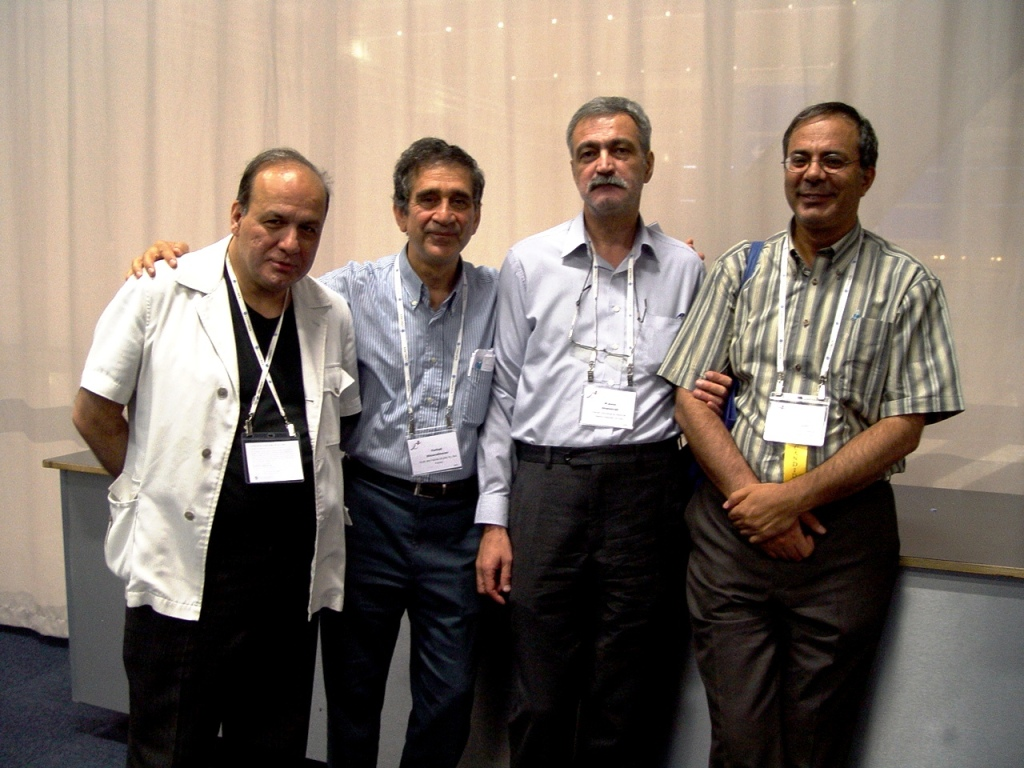
کنفرانس انجمن بین‌المللی جامعه‌شناسی، گوتنبرگ، سوئد، ژوئیهٔ ۲۰۱۰؛ از چپ به راست: ناصر فکوهی، فرهاد خسرو خاور، محمدامین قانعی‌راد، حسین سراج‌زاده

## کتاب‌ها
- نگرش‌ها و رفتار دانشجویان، تهران: وزارت علوم، تحقیقات و فناوری، ۱۳۸۳
- پنداشت‌ها و واقعیت‌ها: دانشجویان و مسئله مواد مخدر، تهران: موسسه مطالعات و تحقیقات مواد مخدر، ۱۳۸۴
- چالش‌های دین و مدرنیته: مقالاتی جامعه‌شناختی در دینداری و سکولار شدن، تهران طرح نو، ۱۳۸۳
- مسائل اجتماعی شهر و محله، تهران: انتشارات جامعه و فرهنگ، ۱۳۹۲